# Catedral de Nossa Senhora do Rosário
La Catedral Metropolitana de Nossa Senhora do Rosário es troba a Beira (Moçambic) i és la seu de l'arquebisbat de Beira.
La primera pedra de l'església va ser col·locada el 25 d'octubre de 1900 al lloc on es troba el primer cementiri de Beira. Les pedres dels fonaments de la nau i l'altar van ser retirades de la fortalesa de São Caetano de Sofala. L'església, construïda en l'estil neogòtic, va ser inaugurada en 1925. L'església es remunta a l'inici de la ciutat, la qual cosa explica la seva modesta grandària. Va ser elevada a la catedral des de la fundació de la diòcesi el 1940.